# Illex coindetii
Illex coindetii é uma espécie de molusco pertencente à família Ommastrephidae.
A autoridade científica da espécie é Vérany, tendo sido descrita no ano de 1839.
Trata-se de uma espécie presente no território português, incluindo a zona económica exclusiva.